# حاجی‌آباد آقا
حاجی‌آباداقا، روستایی است از توابع بخش مرکزی شهرستان قم در استان قم ایران. مردم این روستا اصالتا لربختیاری از طایفه سرلک هستند.

## جمعیت
این روستا در دهستان قنوات قرار دارد و براساس سرشماری مرکز آمار ایران در سال ۱۳۸۵، جمعیت آن ۲۹۱ نفر (۶۳خانوار) بوده‌است.